# Indoiranske sprog
Indoiranske sprog er den mest østlige gruppe af de levende indoeuropæiske sprog. De er godt repræsenterede blandt de ældste optegnelser af indoeuropæiske sprog. De har deres oprindelse i området omkring den sydlige del af Uralbjergene, og de blev hurtigt delte da de udbredte sig mod øst og syd for det Kaspiske Hav i Iran, Afghanistan og Pakistan. Deres udbredelse er sat i forbindelse med opfindelsen af stridsvognen.
De indoiranske sprog har to store hovedgrupper:
- Indoariske sprog: for eksempel sanskrit, hindi, urdu, bengali, punjabisk, singalesisk, nepalesisk, pali, romani
- Iranske sprog: for eksempel persisk (eller farsi, iransk), pashto (eller afghansk), ossetisk, kurdisk.